# Pau Riba
Pour les articles homonymes, voir Riba.
Pau Riba i Romeva, né à Palma de Majorque le 7 août 1948 et mort à Tiana le 6 mars 2022, est un artiste iconoclaste et un écrivain polyvalent espagnol, surtout connu pour sa carrière musicale en tant qu'auteur-compositeur-interprète en catalan. 
Sa carrière, qui commence au milieu des années 1960 et se positionne dans la contre-culture, reçoit un accueil critique mitigé et un impact limité sur le grand public, malgré son cachet unique et intransmissible d'« artiste total ». Son œuvre la plus remarquable est le double album Dioptria, qui a été choisi comme le meilleur album catalan du XXe siècle par le magazine Enderrock.

## Vie privée
Pau Riba eut des enfants de quatre femmes différentes — dont deux, Pauet et Caïm, également musiciennes — et vivait à Tiana dans le Maresme au moment de sa mort.